# هدرسج
هدرسج (به انگلیسی: Hathersage) یک روستا و محله مدنی در بریتانیا است که در Derbyshire Dales واقع شده‌است. هدرسج ۱٬۴۳۳ نفر جمعیت دارد.